# Re:Zero
Re:Zero kara Hajimeru Isekai Seikatsu (Re:ゼロから始める異世界生活) (no Brasil: Re:Zero – Começando uma Vida em Outro Mundo) é uma série de light novel escrita por Tappei Nagatsuki e ilustrada por Shinichirou Otsuka. A história se centra em Subaru Natsuki, um hikikomori que de repente se vê transportado para outro mundo enquanto voltava para casa após sair de uma loja de conveniência. A série foi inicialmente serializada no website Shōsetsuka ni Narō a partir de 2012. Quarenta e um volumes foram publicados pela editora Media Factory desde 25 de janeiro de 2014, com a impressão da MF Bunko J.
Os três primeiros arcos da série foram adaptados em séries de mangá separadas. O primeiro, da Daichi Matsue, foi publicado pela Media Factory entre junho de 2014 e março de 2015. O segundo, da Makoto Fugetsu, é publicado pela Square Enix desde outubro de 2014. Matsue lançou a terceira adaptação, também publicada pela Media Factory, em maio de 2015. Além disso, a Media Factory publicou duas antologias de mangá com histórias de diferentes artistas. Uma adaptação de anime para televisão da White Fox foi ao ar de 4 de abril de 2016 a 19 de setembro de 2016, começando com um especial de uma hora. O primeiro dos dois OVA com base na série foi lançado em 6 de outubro de 2018, e o segundo OVA foi lançado em 8 de novembro de 2019. Em março de 2017, desenvolvedor de jogos 5pb. lançou um romance visual baseado na série. Uma segunda temporada só foi lançada em julho de 2020 devido à pandemia de coronavírus, com a segunda metade sendo exibida em janeiro de 2021.
A série de light novel é licenciada e é publicada pela editora New POP no Brasil. A adaptação do anime foi licenciada pela Crunchyroll fora da Ásia, que lançou o anime em vídeo doméstico através da Funimation nos Estados Unidos e da Anime Limited no Reino Unido. No sudeste da Ásia, a série é licenciada pela Muse Communication. As light novels venderam mais de três milhões de cópias, enquanto a série de anime vendeu mais de 60.000 cópias em DVD e Blu-ray. As light novels foram elogiadas por sua nova abordagem do conceito de "outro mundo", mas foram criticados por diálogos estranhos e redundância. A série de anime tem sido elogiada pela crítica por seu "mundo culturalmente complexo" e pelas ações de seus personagens. A série recebeu vários prêmios no Newtype Anime Awards 2015-2016 e no Sugoi Japan Awards 2017, e foi nomeada para Anime do Ano no The Anime Awards 2016.

## Produção

### Light novel
O editor da série no MF Bunko J, Masahito Ikemoto, tomou conhecimento do romance na web em abril de 2013, quando ele começou a aparecer em seu feed do Twitter. Ele ficou imediatamente impressionado com o uso da série de Return by Death, e como era uma "deprimente, mas surpreendente, reviravolta no gênero de fantasia", e começou a trabalhar com Nagatsuki para adaptar a série em um light novel. A maioria das novelas tem cerca de 250 páginas, mas Nagatsuki apresentou um manuscrito de mais de 1.000 páginas para o primeiro romance, forçando Ikemoto a editá-lo pesadamente. Enquanto Nagatsuki queria se envolver na construção de mundos desde o início, Ikemoto sentiu que era mais necessário fazer os leitores se sentirem envolvidos com os personagens. Ele acabou reorganizando a história para que as partes focadas no mundo e sua tradição fossem empurradas de volta para o terceiro arco da série.

Arte conceitual inicial para os personagens Subaru e Emilia

Antes de seu envolvimento em Re: Zero, o ilustrador Shin'ichirō Ōtsuka trabalhou em videogames, o que o levou a desenhar os fundos primeiro ao ilustrar a série. Depois de ler o romance na web, ele enviou uma série de designs de personagens para os personagens principais para Ikemoto. O design inicial de Subaru o fez parecer um delinquente, com Otsuka mais tarde descrevendo-o como "não o rosto de um menino na adolescência", levando Ikemoto a solicitar que o personagem fosse "mais amigável e menos feroz "para que o público pudesse ter empatia por ele durante as cenas emocionantes. Originalmente, o design do personagem de Emilia parecia extremamente simples, então uma série de recursos foram adicionados para torná-la mais interessante. Ikemoto especificou que ela deve se encaixar no molde da "heroína arquetípica". Rem e Ram também sofreram mudanças significativas desde o primeiro rascunho: seus designs originais não tinham as partes de cabelo características, e seus uniformes de empregada eram mais longos e mais "tradicionais".

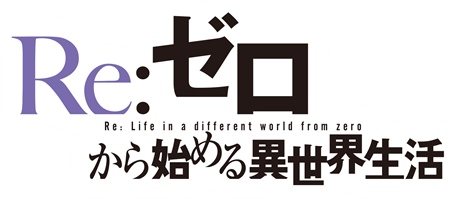
logotipo do anime

### Anime

#### Desenvolvimento e produção
A possibilidade de uma adaptação para anime surgiu no início do desenvolvimento da série; Shō Tanaka, um produtor da Kadokawa, perguntou a Ikemoto sobre propriedades que poderiam ser animadas, e Ikemoto recomendou que Tanaka lesse os romances de Nagatsuki na web. Apesar de uma falha de comunicação inicial que levou Ikemoto a acreditar que Tanaka não estava interessado, as conversas sobre a adaptação da série começaram logo depois que os web novels começaram a transição para impressão.
Como parte das conversas para a potencial adaptação do anime, Ikemoto e Tanaka conversaram com Tsunaki Yoshikawa, um produtor de animação do estúdio White Fox, sobre a possibilidade de seu estúdio animar a série. Na esperança de adaptar a série em um anime semelhante a Steins; Gate (que White Fox também produziu), e tendo uma impressão positiva do estúdio como alguém que fez adaptações fiéis, Tanaka então os abordou formalmente sobre a produção do show. O presidente da White Fox contatou Yoshikawa para obter sua opinião, e Yoshikawa recomendou que eles aceitassem, desde que a série "não violasse nenhum regulamento de transmissão".
A produção do anime começou algum tempo após o lançamento do quinto romance em outubro de 2014. Masaharu Watanabe foi escolhido por Yoshikawa para dirigir a série porque ele já havia trabalhado para o estúdio fazendo animação chave, enquanto Kyūta Sakai foi escolhida para ser a designer de personagens da série e diretora-chefe de animação porque Yoshikawa sentiu que ela seria capaz de fazer o romance justiça artística enquanto mantém uma qualidade de animação consistente ao longo dos 25 episódios da série. Masahiro Yokotani foi trazido a bordo como o escritor principal, com a série sendo sua primeira vez compondo para uma história do tipo "renascer em outro mundo". Yoshikawa o advertiu sobre a violência na série, mas Yokotani ainda estava surpreso com as cenas violentas e perturbadoras nos romances três e além, tendo apenas lido o primeiro romance quando concordou em trabalhar no projeto; ele delegou a redação do roteiro desses episódios no segundo tribunal aos outros dois roteiristas. Yoshiko Nakamura se juntou ao projeto algum tempo depois de Yokotani completar o roteiro do episódio 3. Quando se mostrou inviável para Yokotani e Nakamura escrever os roteiros sozinhos, a decisão foi trazer outro roteirista a bordo. Gaku Iwasa, o presidente da White Fox, pediu que contratassem alguém "mais jovem", o que levou Yokotani a sugerir Eiji Umehara. Nagatsuki havia tocado recentemente Chaos; Child, para o qual Umehara havia escrito, e ele aprovou a escolha, sugerindo que eles deixassem Umehara escrever as "partes dolorosas"; Umehara foi convidado a se juntar ao projeto na época em que os roteiros dos episódios 8 e 9 estavam sendo escritos. Re: Zero foi a primeira adaptação de uma light novel em que qualquer um dos roteiristas trabalhou.
O autor original Tappei Nagatsuki foi muito ativo na produção do anime, participando de reuniões de roteiro e sessões de gravação. Quando a equipe encontrava um problema com uma cena, ele ocasionalmente escrevia falas para eles usarem como referência ao escrever o roteiro. A série não pretendia inicialmente ter 25 episódios, mas foi estendida para dar mais tempo à batalha contra a Baleia Branca (que foi expandida de dois para três episódios) e ao conteúdo do episódio 18 (episódios 16 a 18 deveriam originalmente ser cobertos em dois episódios). A principal diretriz de Watanabe para a equipe era "capturar o clima do romance tanto quanto possível"; os roteiristas tiveram discussões sobre como compactar o denso material de origem sem perder os elementos centrais da história, e Nakamura se lembra de ter trabalhado com notas de composição que "continuaram por páginas". Ao planejar e roteirizar o anime, a escolha de uma conclusão adequada foi uma das partes mais difíceis para a equipe, e uma quantidade significativa de tempo foi dedicada à escolha do que cobrir no episódio final, que incluiu material não ainda coberto na série de novelas.
Depois de se juntar ao projeto, Nakamura e Umehara tiveram que ajustar suas visões do personagem principal, e foram forçados a reescrever cenas onde fizeram Subaru parecer "legal". Sob a direção de Watanabe, Nakamura foi obrigado a reescrever a narrativa de Subaru de O Ogro Vermelho Que Criou no episódio 6 várias vezes. A equipe também teve dificuldade em decidir sobre uma música para usar no toque de Subaru que toca durante a cena final do episódio 19, considerando canções como "Kanpaku Sengen", "The Beard Song" e "M" de Princess Princess, antes de decidir por " Yoake no Michi "de Dog of Flanders.

### Trilha sonora
Ao escolher um compositor para produzir a música da série, o diretor Watanabe queria escolher alguém que tivesse "acertado em cheio" com ele. Fã de séries dramáticas, Watanabe ficou impressionado com uma peça musical no drama médico Death's Organ e descobriu que o compositor da série, Kenichiro Suehiro, também havia trabalhado em vários de seus animes e séries dramáticas favoritos. Depois que Suehiro foi incluído na produção, Watanabe deu-lhe três orientações principais: usar vozes humanas durante as sequências de Retorno pela Morte; compor a música como faria em um drama ou filme para capturar as cenas emocionais; e "puxe todos os limites" para as cenas de suspense. Além disso, para o primeiro cour, Watanabe pediu uma música com uma vibração de "suspense", enquanto solicitou uma música com um toque "romântico" para o segundo cour. Watanabe e Suehiro são fãs do compositor italiano Ennio Morricone, e Suehiro tentou se inspirar em suas obras ao compor a trilha sonora. Watanabe também solicitou que houvesse canções que imitassem a trilha de Hans Zimmer de The Dark Knight . Enquanto Suehiro usava músicas que não eram muito "anime-ish" durante a maior parte da série, ele foi convidado a usar músicas de anime mais tradicionais durante as cenas de slice of life. Várias vezes durante a série, como nos episódios 7 e 15, Watanabe fez questão de usar uma música inteira, algo incomum na maioria dos animes.
A série faz uso limitado de seus temas de abertura e encerramento, e Watanabe disse que gostaria de usá-los com mais frequência.

## Mídias

### Web novel
O romance da web Re:Zero foi inicialmente serializado por Tappei Nagatsuki (escrito sob o nome de usuário Nezumi-iro Neko (鼠色猫, "Gray Cat") ) no site de conteúdo gerado pelo usuário Shōsetsuka ni Narō de 20 de abril de 2012 em diante. Desde 1 de abril de  2020, seis romances e duas histórias paralelas foram publicados, compreendendo um total de 490 capítulos.

Capa do primeiro volume da segunda adaptação do mangá. Personagens: Ram (esquerda) e Rem (direita)

### Light novels
Após a publicação do romance na web, a Media Factory adquiriu a série para publicação impressa. O primeiro volume de light novel, com ilustrações de Shin'ichirō Ōtsuka, foi publicado em 24 de janeiro de 2014, sob seu selo MF Bunko J. Em junho de 2025, quarenta e um volumes foram publicados, bem como seis volumes de histórias paralelas e doze coleções de contos. Nagatsuki e Otsuka começaram a publicar uma série de histórias curtas com foco em personagens da série em Monthly Comic Alive, começando com a personagem Elsa em agosto de 2016. Foi seguido por um focado em Petra Leyte em 26 de novembro de 2016, e um com Ram e Rem em 27 de janeiro de 2017. Os light novels são publicados em inglês pela Yen Press, que anunciou a aquisição da licença via Twitter em 2 de dezembro de 2015. A editora também adquiriu a licença para os romances colaterais Re: Zero EX.

### Mangá
Uma adaptação do mangá de Daichi Matsue, intitulada Re:ZERO: -Starting Life in Another World- Chapter 1: A Day in the Capital (Ｒｅ：ゼロから始める異世界生活 第一章 王都の一日編, Re: Zero Kara Hajimeru Isekai Seikatsu Dai-Ichi-Shō: Ōto no Ichinichi-hen) , começou a serialização na edição de agosto de 2014 da revista de mangá seinen da Media Factory, Monthly Comic Alive, em 27 de junho de 2014. O volume final foi lançado em 23 de março de 2015. Em 2 de dezembro de 2015, a Yen Press anunciou que havia licenciado a série.
Um segundo mangá, intitulado Re:Zero -Starting Life in Another World-, Chapter 2: One Week at the Mansion (Re：ゼロから始める異世界生活 第二章 屋敷の一週間編, Re: Zero Kara Hajimeru Isekai Seikatsu Dai-Ni-Shō: Yashiki no Ishūkan-hen), com arte de Makoto Fugetsu, começou a serialização na revista seinen da Square Enix, Monthly Big Gangan, em 25 de outubro de 2014. O capítulo final foi publicado em 24 de dezembro de 2016, e um capítulo extra foi publicado em 25 de janeiro de 2017. A segunda adaptação também foi licenciada pela Yen Press.
Daichi Matsue começou a serializar um terceiro mangá, Re:Zero -Starting Life in Another World-, Chapter 3: Truth of Zero (Re:ゼロから始める異世界生活 第三章 Truth of Zero, Re: Zero Kara Hajimeru Isekai Seikatsu Dai-San-Shō: Truth of Zero) na Comic Alive' julho 2015 assunto em 27 de maio de 2015. Yen publicará a terceira adaptação também.
Uma antologia de mangá, intitulada Re:Zero -Starting Life in Another World- Official Anthology Comic (Re:ゼロから始める異世界生活　公式アンソロジーコミック, Re:Zero kara Hajimeru Isekai Seikatsu Kōshiki Ansorojī Komikku) 23, 2016. Uma segunda antologia foi publicada em 23 de setembro de 2017.

### Anime
Uma adaptação de série de anime para televisão foi anunciada por Kadokawa em julho de 2015. A série é dirigida por Masaharu Watanabe e escrita por Masahiro Yokotani, com animação do estúdio White Fox . Kyuta Sakai está atuando como designer de personagens e diretora-chefe de animação. A música da série é composta por Kenichiro Suehiro. Kentaro Minegishi é o diretor de fotografia da série e Yoshito Takamine é o diretor de arte. Jin Aketagawa cuidou da direção sonora do anime, e os efeitos sonoros foram produzidos por Yuji Furuya. Outros membros da equipe incluem Hitomi Sudo (edição), Yu Karube (diretor 3D), Saaya Kinjō (configuração artística), Izumi Sakamoto (desenho colorido) e Noritaka Suzuki e Gōichi Iwabatake (desenho adereço).
A série de 25 episódios estreou em 4 de abril de 2016, com um primeiro episódio estendido de 50 minutos. Foi transmitido pela TV Tokyo, TV Osaka, TV Aichi e AT-X. A série foi transmitida simultaneamente pela Crunchyroll. O episódio 18 durou 2 minutos a mais do que um episódio típico de anime, marcando 25 minutos e 45 segundos. O episódio final durou 4 minutos a mais, marcando 27 minutos e 15 segundos.
Uma série de curtas de anime com versões chibi dos personagens, intitulada Re:Zero ~Starting Break Time From Zero~ (Re:ゼロから始める休憩時間(ブレイクタイム), Re:Zero kara Hajimeru Break Time) , foi produzida pelo Studio Puyukai para acompanhar a série. Os curtas tiveram onze episódios antes de serem substituídos por uma nova série de curtas, intitulada Re:PETIT ~Starting Life in Another World from PETIT~ (Re:プチから始める異世界生活, Re:Puchi kara Hajimeru Isekai Seikatsu) , que começou foi ao ar em 24 de junho de 2016 e teve 14 episódios. Os curtas são dirigidos, escritos e produzidos por Minoru Ashina, com desenhos de personagens por Minoru Takehara, que também animou a série ao lado de Sumi Kimoto e Chisato Totsuka. Kenichiro Suehiro reprisou seu papel como compositor para os curtas, enquanto Tomoji Furuya do Suwara Pro produziu os efeitos sonoros. Jin Aketagawa dirigiu o som para a produtora Magic Capsule.
Os curtas foram ao ar na AT-X após cada episódio da série regular, começando em 8 de abril de 2016. A Crunchyroll adquiriu os direitos de streaming de ambos os curtas.
Um episódio original de animação em vídeo (OVA) foi anunciado no evento "MF Bunko J Summer School Festival 2017" em 10 de setembro de 2017. Toda a equipe principal e elenco retornaram para o OVA, com Tatsuya Koyanagi ingressando como diretor-chefe. Intitulado Memory Snow, o OVA foi exibido nos cinemas japoneses a partir de 6 de outubro de 2018. Um segundo OVA, intitulado The Frozen Bond (氷結の絆, Hyōketsu no Kizuna), foi anunciado em 23 de setembro de 2018. O OVA é uma adaptação do romance prequela Re:Zero Kara Hajimeru Zenjitsu-tan: Hyōketsu no Kizuna (Re:ゼロから始める前日譚 氷結の絆) que foi incluído com o primeiro lançamento em Blu-ray japonês da série de televisão, e focado no encontro de Emilia e Puck. Foi lançado nos cinemas japoneses em 8 de novembro de 2019.
Em 23 de março de 2019, foi anunciado que uma segunda temporada está em produção. O elenco e a equipe vão repetir seus papéis para a segunda temporada. A estreia estava programada para abril de 2020, mas foi adiada para julho de 2020 devido a complicações de produção causadas pela pandemia COVID-19. Antes da chegada da data de estreia inicial da segunda temporada, uma versão editada da primeira temporada estreou em 1 de janeiro de 2020 no AT-X e outros canais, com a versão editada recapitulando a primeira temporada em episódios de uma hora. Ele também incluiu novas filmagens adicionais. O OVA "Memory Snow" também foi transmitido entre os episódios 5 e 6 da versão editada. A segunda temporada estreou em 8 de julho de 2020 em um formato split-cour com a segunda metade sendo exibida em janeiro de 2021. A dublagem em inglês para a segunda parte da temporada 1 começou a ser exibida a partir de 26 de agosto.

### Programa de rádio na internet
Um programa de rádio na Internet para promover a série chamada "Re: Radio life in a different world from zero" (Re：ゼロから始める異世界ラジオ生活) começou a ser transmitido em 27 de março de 2016. O show foi ao ar todas as segundas-feiras e foi apresentado por Rie Takahashi, a atriz de voz de Emilia. Os convidados que apareceram no programa incluíram Yūsuke Kobayashi (Subaru Natsuki), Inori Minase (Rem), Yumi Uchiyama (Puck), Rie Murakawa (Ram), Satomi Arai (Beatrice), Chinatsu Akasaki (Felt), Kana Ueda (Anastasia Hoshin) e Yui Horie (Felix). O programa teve 33 episódios e foi concluído em 19 de dezembro de 2016. O primeiro CD de rádio, que contém os episódios 1 a 8 do programa, foi lançado em 27 de junho de 2016. O segundo, que contém os episódios 9 a 16 do programa, foi lançado em 28 de setembro de 2016. O terceiro, contendo os episódios 17-24, foi lançado em 30 de novembro de 2016, e o quarto, contendo os episódios 25-33, foi lançado em 29 de março de 2017.

### Música
O primeiro tema de abertura foi "Redo" de Konomi Suzuki, e o primeiro tema de encerramento foi "Styx Helix" de Myth & Roid, enquanto para o episódio 7 o tema de encerramento foi "Straight Bet", também de Myth & Roid. A segunda música tema de abertura, intitulada "Paradisus-Paradoxum", foi tocada por Myth & Roid, enquanto o segundo tema de encerramento, "Stay Alive", foi tocada por Rie Takahashi. Myth & Roid também executaram o tema de encerramento do episódio 14, intitulado "teatro D".
O primeiro tema de abertura da segunda temporada foi "Realize" de Konomi Suzuki, enquanto o tema de encerramento da primeira temporada foi "Memento" de Nonoc.

A trilha sonora da série foi lançada em CD em 26 de outubro de 2016. O disco contém 21 faixas compostas por Kenichiro Suehiro.
| Lista de faixas |                                           |         |  |
| N.º             | Título                                    | Duração |  |
| 1.              | "Love and Jet-black Rondo – Main Theme –" |         |  |
| 2.              | "Hero's Tact – Origin –"                  |         |  |
| 3.              | "Hymn of Despair and Atonement"           |         |  |
| 4.              | "Dragon Kingdom Lugunica"                 |         |  |
| 5.              | "Otherworld March"                        |         |  |
| 6.              | "Memories of Time and Sky"                |         |  |
| 7.              | "Promenade of Whistles and Creation"      |         |  |
| 8.              | "Re:verse"                                |         |  |
| 9.              | "Heartbeat of Determination"              |         |  |
| 10.             | "Fantasy Lied"                            |         |  |
| 11.             | "Echt of Sorrow"                          |         |  |
| 12.             | "Chains of Memory"                        |         |  |
| 13.             | "Roar of Malice"                          |         |  |
| 14.             | "Sloth"                                   |         |  |
| 15.             | "Call of the Witch"                       |         |  |
| 16.             | "Activation of Fate"                      |         |  |
| 17.             | "Requiem of Silence"                      |         |  |
| 18.             | "Death Ballet"                            |         |  |
| 19.             | "Waltz of Rage"                           |         |  |
| 20.             | "Overture of the Final Battle"            |         |  |
| Duração total:  | Duração total:                            | 52:45   |  |

"Redo", o décimo single da Suzuki, foi lançado em CD em 11 de maio de 2016. O single também foi lançado como uma edição limitada com um DVD contendo um videoclipe, um videoclipe de um show ao vivo e um videoclipe de "making of". As músicas foram executadas por Suzuki, com letra de Genki Mizuno e arranjo de Makoto Miyazaki.
| Lista de faixas |                              |         |  |
| N.º             | Título                       | Duração |  |
| 1.              | "Redo"                       |         |  |
| 2.              | "Mebius"                     |         |  |
| 3.              | "The Continuation of Dreams" |         |  |
| 4.              | "Redo"                       |         |  |
| 5.              | "Mebius"                     |         |  |
| Duração total:  | Duração total:               | 22:54   |  |

O CD de "Styx Helix", o primeiro tema de encerramento da série, foi o terceiro single de Myth & Roid. Escrito, arranjado e executado pelo grupo, foi lançado em 25 de maio de 2016 e incluía as versões regular e instrumental de "Styx Helix" e "STRAIGHT BET".

"Stay Alive", o segundo tema de encerramento, foi lançado como single em 24 de agosto de 2016. As músicas foram executadas por Takahashi (Emilia) e Minase (Rem). As canções foram escritas e arranjadas por Heart's Cry.
| Lista de faixas |                  |                |         |  |
| N.º             | Título           | Performer      | Duração |  |
| 1.              | "Stay Alive"     | Rie Takahashi  |         |  |
| 2.              | "Wishing"        | Inori Minase   |         |  |
| 3.              | "Dream of a Boy" | Rie Takahashi  |         |  |
| 4.              | "Stay Alive"     |                |         |  |
| 5.              | "Wishing"        |                |         |  |
| 6.              | "Dream of a Boy" |                |         |  |
| Duração total:  | Duração total:   | Duração total: | 27:52   |  |

Myth & Roid lançou o segundo tema de abertura como single em 24 de agosto de 2016. O CD incluía versões regulares e instrumentais de "Paradisus-Paradoxum" e "teatro D".
Para Memory Snow, foram utilizadas três músicas-tema: o tema de encerramento "Memory Memory Snow" e a canção imagem "Relive" de Nonoc, e a canção insert "Memories" de Riko Azuna.

A capa do lançamento da visual novel para PS4

### Visual novel
Em agosto de 2016, o desenvolvedor de jogos 5pb. anunciaram que estavam desenvolvendo um romance visual baseado na série, intitulado Re:Zero -Starting Life in Another World- Death or Kiss (Re:ゼロから始める異世界生活 -DEATH OR KISS-, Re:Zero kara Hajimeru Isekai Seikatsu -Death or Kiss-). O jogo segue uma história original que difere da light novel e do anime, e permite ao jogador escolher entre as rotas com Emilia, Rem, Ram, Felt, Beatrice, Crusch, Priscilla ou Anastasia. Um DLC permitirá que os jogadores que encomendaram o jogo substituam os trajes do personagem por maiôs. O tema de abertura, "yell! magic starts with a kiss" (yell！～くちびるからはじまる魔法～, Yell!~ Kuchibiru kara Hajimaru Mahō ~)~ Kuchibiru kara Hajimaru Mahō ~ ), foi interpretada por Suzuki, que cantou o primeiro tema de abertura do anime, enquanto o tema de encerramento, "Dai Dai Daisuki" (ダイ・ダイ・ダイスキ) , foi interpretado por Minase e Murakawa. O jogo recebeu uma pontuação geralmente positiva de 30/40 na Famitsu.
No Japão, o jogo foi originalmente programado para ser lançado para PlayStation 4 e PlayStation Vita em 23 de março de 2017, mas foi adiado para 30 de março de 2017, devido a certas circunstâncias. A edição limitada do jogo veio com um CD de trilha sonora e uma figura SD Ram (para a versão PS4) ou Rem (para a versão PSVita).
Um aplicativo de realidade virtual que permite ao usuário interagir com o personagem Rem foi lançado para iOS e Android em 26 de maio de 2017. Uma versão com a personagem Emilia foi lançada em 6 de junho de 2017. O jogo foi posteriormente portado para PC e para o PlayStation VR .
Um jogo de RPG chamado Re: Zero -Starting Life in Another World- INFINITY, feito pela Tianjin Tianxiang Interactive Technology e autorizado pela White Fox, foi lançado em 14 de janeiro de 2020 na China . Outro jogo para celular que está sendo feito pela Sega intitulado Re:Zero -Starting Life in Another World- Lost in Memories (Re:ゼロから始める異世界生活 Lost in Memories, Re:Zero kara Hajimeru Isekai Seikatsu Lost in Memories) foi agendado para será lançado para Android e iOS no verão de 2020 e é o primeiro jogo Re: Zero para celular oficial a ser lançado. No jogo, que é provisoriamente Re: Zero - Começando a Vida em Outro Mundo, o jogador pode se tornar o protagonista Subaru Natsuki e reviver a história do anime. A partir daí, o jogador pode ramificar para histórias de "e se", como, "E se eu fizesse uma escolha diferente naquela época?" Além disso, uma nova história original para o jogo está sendo produzida sob a supervisão do autor Tappei Nagatsuki.
Um videogame Tactical Adventure está sendo desenvolvido pela Chime e publicado pela Spike Chunsoft intitulado Re:Zero − Starting Life in Another World: The Prophecy of the Throne (Re:ゼロから始める異世界生活 偽りの王選候補, Re:Zero kara Hajimeru Isekai Seikatsu Tsuwarino-ō-Sen kōho) que está programado para ser lançado para PlayStation 4, PC e Nintendo Switch no inverno de 2020. O jogo terá uma história original sendo produzida sob a supervisão integral do autor original Tappei Nagatsuki e ilustrada pelo ilustrador da série Shinichiou Otsuka. É o primeiro jogo Re: Zero oficial a ter lançamento em inglês.

### Outras mídias
Kadokawa publicou um guia de 272 páginas para os três primeiros arcos da série, intitulado Re: zeropedia, junto com o 10º volume dos romances em 24 de outubro de 2016. Um livro oficial de arte dōjinshi foi publicado na Comiket, com arte de Ponkan 8 (Shirobako e Oregairu), Yuka Nakajima (Listen to Me, Girls. I Am Your Father!, Amagi Brilliant Park ) e TakayaKi (Arifureta Shokugyou de Sekai Saikyou). Um cruzamento com a série de light novel KonoSuba de Natsume Akatsuki, intitulada Re: Starting Life Blessing This World foi publicado em 21 de dezembro de 2016. O livro traz entrevistas com os autores e ilustradores de cada série, bem como com os principais dubladores em suas respectivas adaptações de anime. Um manga crossover one-shot de Daichi Matsuse e Masahito Watari (ilustrador da adaptação do mangá KonoSuba ) também foi incluído. Um fanbook contendo comentários sobre os episódios do anime, bem como o elenco do Animate Times e entrevistas com a equipe, foi publicado em 31 de dezembro de 2016. Bushiroad lançou um conjunto Booster Pack e Trial Deck + de Re: ZERO -Starting Life in Another World- para Weiß Schwarz em 28 de dezembro de 2018.

## Dublagem brasileira
- Estúdio de dublagem: Som de Vera Cruz[124]

## Recepção
De acordo com o site japonês de light novel LN News, a série teve 1 milhão de cópias impressas em junho de 2016, mais de 2 milhões em setembro de 2016 e mais de 3,1 milhões em maio de 2017. Em novembro de 2019, a contagem de vendas era de aproximadamente 4,6 milhões. A saga de foi a décima série de light novel mais vendida no Japão entre novembro de 2015 e maio de 2016, vendendo 263.357 cópias. Durante esse período, o primeiro e o segundo volumes foram o 35º e o 48º volumes de light novel mais vendidos, vendendo 49.194 e 41.617 cópias, respectivamente. A série foi a quarta série mais vendida em 2016, vendendo 1.007.381 cópias entre novembro de 2015 e novembro de 2016. Seus três primeiros volumes foram o 14º, o 21º e o 30º volumes mais vendidos do ano, vendendo 155.363, 127.970 e 110.574 cópias, respectivamente. Em 2017, a série foi a terceira série mais vendida, com 925.671 cópias vendidas. Seus volumes 1º, 10º, 11º e 12º, respectivamente, classificando-se em 19º (60.135 cópias), 25º (56.001 cópias), 7º (101.480 cópias) e 12º (79.431 cópias) no período entre novembro de 2016 e maio de 2017.
A série foi a 21ª série de anime mais vendida em vídeo doméstico durante 2016, vendendo aproximadamente 68.791 conjuntos de Blu-ray e DVD. O OVA "Memory Snow", lançado em 2018, vendeu um total de 10.429 cópias em Blu-ray e DVD.
Theron Martin, da Anime News Network, revisou o primeiro livro, elogiando-o por ser uma versão mais nova do conceito de "transportado para outro mundo", mas criticou-o por um diálogo acidentado e desajeitado e uma tendência à redundância.
A série ficou em primeiro lugar em uma pesquisa com 820 pessoas conduzida pelo site japonês Anime! Anime! para determinar o melhor show da primavera de 2016. Andy Hanley da UK Anime Network considerou a adaptação do anime como uma das melhores séries de 2016.
O editor-chefe do Anime Now !, Richard Eisenbeis lista o anime como uma de suas principais escolhas de 2016 por seu mundo "culturalmente complexo" e personagens que têm "seus próprios planos, falhas e motivações". Ele elogiou Subaru como o "personagem mais complexo do ano" por provocar o público a "torcê-lo e desprezá-lo" em um mundo que o retratava como a "pessoa menos especial nele".
A série ficou em segundo lugar no Newtype Anime Awards 2015-2016. Além disso, o diretor Masaharu Watanabe ficou em primeiro lugar, assim como Subaru, Rem e Puck (nas categorias de melhor personagem masculino, feminino e mascote, respectivamente). O roteiro de Masahiro Yokotani ficou em segundo lugar, enquanto os designs dos personagens da série (por Shin'ichirō Ōtsuka e Kyuta Sakai) ficaram em terceiro lugar. A trilha sonora da série e o segundo tema de abertura ficaram em quarto lugar em suas categorias. As novelas e o anime ficaram em primeiro lugar em suas respectivas categorias no Sugoi Japan Awards 2017.
Em uma pesquisa com usuários Otamart (principalmente mulheres), a série ficou em segundo lugar em uma lista das franquias de anime / manga / light novel de maior sucesso de 2016. Re: Zero foi indicado para "Anime do Ano" no The Anime Awards 2016 da Crunchyroll, e também foi a série mais assistida do serviço em 2016, superando Yuri on Ice.